# Ribes himalense
Ribes himalense är en ripsväxtart som beskrevs av John Forbes Royle och Joseph Decaisne. Ribes himalense ingår i släktet ripsar, och familjen ripsväxter.

## Underarter
Arten delas in i följande underarter:
- R. h. glandulosum
- R. h. pubicalycinum
- R. h. trichophyllum
- R. h. verruculosum